# Bình Thạnh, Thạnh Phú
Bình Thạnh là một xã thuộc huyện Thạnh Phú, tỉnh Bến Tre, Việt Nam.
Xã Bình Thạnh có diện tích 18,63 km², dân số năm 1999 là 8635 người, mật độ dân số đạt 463 người/km².